# Catostylidae
Catostylidae is een familie van neteldieren uit de klasse van de Schijfkwallen (Scyphozoa).

## Geslachten
- Acromitoides
- Acromitus Light, 1914
- Catostylus Agassiz, 1862
- Crambione
- Crambionella Stiasny, 1921
- Leptobrachia